# Stefan Czarniecki
 (décembre 2022).
La mise en forme du texte ne suit pas les recommandations de Wikipédia : il faut le « wikifier ».
Les points d'amélioration suivants sont les cas les plus fréquents. Le détail des points à revoir est peut-être précisé sur la page de discussion.
- Les titres sont pré-formatés par le logiciel. Ils ne sont ni en capitales, ni en gras.
- Le texte ne doit pas être écrit en capitales (les noms de famille non plus), ni en gras, ni en italique, ni en « petit »…
- Le gras n'est utilisé que pour surligner le titre de l'article dans l'introduction, une seule fois.
- L'italique est rarement utilisé : mots en langue étrangère, titres d'œuvres, noms de bateaux, etc.
- Les citations ne sont pas en italique mais en corps de texte normal. Elles sont entourées par des guillemets français : « et ».
- Les listes à puces sont à éviter, des paragraphes rédigés étant largement préférés. Les tableaux sont à réserver à la présentation de données structurées (résultats, etc.).
- Les appels de note de bas de page (petits chiffres en exposant, introduits par l'outil «  Source ») sont à placer entre la fin de phrase et le point final[comme ça].
- Les liens internes (vers d'autres articles de Wikipédia) sont à choisir avec parcimonie. Créez des liens vers des articles approfondissant le sujet. Les termes génériques sans rapport avec le sujet sont à éviter, ainsi que les répétitions de liens vers un même terme.
- Les liens externes sont à placer uniquement dans une section « Liens externes », à la fin de l'article. Ces liens sont à choisir avec parcimonie suivant les règles définies. Si un lien sert de source à l'article, son insertion dans le texte est à faire par les notes de bas de page.
- La présentation des références doit suivre les conventions bibliographiques. Il est recommandé d'utiliser les modèles {{Ouvrage}}, {{Chapitre}}, {{Article}}, {{Lien web}} et/ou {{Bibliographie}}. Le mode d'édition visuel peut mettre en forme automatiquement les références.
- Insérer une infobox (cadre d'informations à droite) n'est pas obligatoire pour parachever la mise en page.

Pour une aide détaillée, merci de consulter Aide:Wikification.
Si vous pensez que ces points ont été résolus, vous pouvez retirer ce bandeau et améliorer la mise en forme d'un autre article.
Stefan Czarniecki, né en 1599 à Czarnca et mort le 16 février 1665 à Sokołówka, est un commandant militaire polonais de la république des Deux Nations. Durant sa longue carrière militaire couronnée par le titre de hetman de la Couronne, il se distingue particulièrement pendant l'invasion suédoise de 1655. Fidèle au roi Jean II Casimir Vasa tout au long de ce conflit, il inflige plusieurs défaites aux armées suédoises de Charles X Gustave et contribue à sa défaite. Il est entré dans le panthéon national comme l'un des plus grands chefs militaires de l'histoire du pays, et son nom est cité dans la Mazurek Dąbrowskiego, l'hymne national polonais.

## Origines
Stefan Czarniecki est né en 1599 sur la propriété familiale de Czarnca près de Włoszczowa, dans le Sud de la Pologne. Il est natif de la szlachta (noblesse) polonaise, membre de la famille Czarniecki. La date de sa naissance n’est qu’une hypothèse, car il n’existe aucun document pour la prouver avec exactitude. La plupart des historiens, comme l'ont noté Leszek Podhorodecki et Adam Kersten, acceptent la date de 1599, bien que l'historien Zdzisław Spieralski ait plaidé pour 1604. 
Son père, Krzysztof Czarniecki (en), était un soldat qui a participé à plusieurs guerres à la fin du XVIe et au début du XVIIe siècle et qui a fini par devenir un courtisan de la reine polonaise, Constance d'Autriche. L'historien Mirosław Nagielski, pour sa part, a noté que la famille Czarniecki n'était pas aisée, ce qui a limité les chances de Stefan de survivre. Toutefois, un autre son de cloche peut être audible ; celui de Podhorecki qui souligne qu'elle était propriétaire de plusieurs villages et même d'une petite ville et que la richesse de la famille n'était "pas petite". Il est attesté néanmoins que Stefan avait dix frères et sœurs (il était lui-même le sixième des neuf frères) et, diviser en autant de parties les ressources de la famille n'aurait pas été bénéfique. Cependant, sa participation à la cour de la reine permit à Krzysztof de renforcer la carrière de ses fils grâce à son influence judiciaire, où ils purent souvent servir eux-mêmes en tant que jeunes courtisans. 
Sa famille n’ayant pas les moyens de l’envoyer dans une université à l’étranger (un seul de ses frères le fera), il se tourne donc très tôt vers une carrière militaire. Auparavant, il avait fréquenté un collège de jésuites à Cracovie ou à Sandomierz, ce qui lui permit d'achever une solide formation secondaire. Après avoir terminé ses études, il devint courtisan du prince royal d'alors et futur roi de Pologne, Jean II Casimir Vasa. Comme Czarniecki ne pouvait pas subvenir au financement de son équipement et de son armement pour rejoindre une unité de hussards ailés, il entama sa carrière en rejoignant une unité au service des mercenaires Lisowczycy, les rejoignant en tant que towarzysz (compagnon, officier subalterne de la cavalerie) au printemps 1621. Déjà officier à dix-huit ans, il participa à la bataille de Chocim (Khotyn) en 1621, où l'armée de la république des Deux Nations a arrêté les Ottomans, et de cette manière, mis fin à la guerre. Ses années de service auprès des mercenaires Lisowczyks (en) auront influencé sa stratégie et ses usages martiaux, n'hésitant pas à infliger de mauvais traitements aux civils pour obtenir la victoire. 
Il prend de nouveau les armes en 1623, quand son frère Paweł est nommé rotmistrz de cavalerie légère (cosaque) de l'armée régulière (Wojsko de kwarciane), et recrute certains de ses frères et sœurs, dont Stefan, dans son unité. Ils ont servi sous les ordres de l'hetman Stanisław Koniecpolski dans les campagnes contre les Tatars en 1624 (participant à la bataille de Martynów). En 1625, ils participèrent à la répression du soulèvement cosaque de Zhmaylo (en). Il a combattu plus tard contre Gustave II Adolphe. Sa cavalerie légère était utilisée pour la reconnaissance, le détournement et les raids sur le territoire ennemi. En 1627, Stefan, servant dans le chorągiew de son frère, a été promu au grade de chorąży. Les 6 et 7 août de la même année, il participa à la bataille de Tczew, durant laquelle Gustave Adolphe a failli être tué. Pendant ces années, il a beaucoup appris en observant un maître des arts militaires, l'hetman Koniecpolski, qui commandait souvent l'armée polonaise dans laquelle il servait, ainsi que des opposants suédois polonais et, plus tôt, des Cosaques et des Tatars qu'ils combattaient. 
À la fin de la guerre polono-suédoise, en 1630, Czarniecki s’enrôla dans les forces des Habsbourg et continua de se battre contre les Suédois, participant ainsi à la bataille de Breitenfeld. En 1633, il rejoignit les forces de la Pologne-Lituanie pour combattre sous le nouveau roi polonais, Władysław IV, dans la guerre de Smolensk contre la Moscovie qui dura jusqu'en 1634. Pendant la guerre de Smolensk, il apprit les techniques militaires occidentales utilisées par les troupes de mercenaires étrangères. En décembre 1633, il commanda une unité de raids qui réussit à piller derrière les lignes russes, semant la terreur, perturbant les lignes de ravitaillement et incendiant la ville de Kozelsk. Pour ses exploits au cours de cette guerre, durant laquelle il sera promu au rang de porucznik au sein de l'unité de cavalerie légère cosaque dirigée par l'Hetman Marcin Kazanowski. Il a également reçu des terres dans la voïvodie de Smolensk, près de Starodub. 
Après cette guerre, il passa dans une unité plus prestigieuse de hussards (rota) et, probablement en raison d'une réduction de l'armée royale, il servit dans la formation privée de Władysław Myszkowski puis du voïvode Stanisław Lubomirski. En 1635, il aurait pu servir de conseiller militaire à Jean II Casimir Vasa et éventuellement accompagner le roi à Vienne. En 1637, il a épousé Zofia Kobierzycka, et plus tard cette année-là, il a combattu durant le soulèvement Pawluk (en) contre les rebelles Cosaques sous Pavlo Pavliuk (en), participant à la bataille de Kumejki (en). Il a dirigé une charge de cavalerie à Kumejki qui a joué un rôle déterminant dans la victoire polonaise là-bas. Plus tôt cette année-là, il était délégué militaire au Sejm à Varsovie.

## Affrontements contre les Cosaques

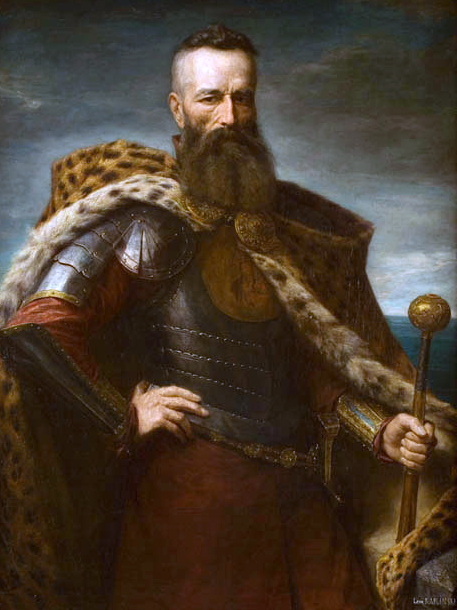
Portrait de Stefan Czarniecki, Leon Kapliński, 1863

Pendant plusieurs années, il sera affecté à la frontière sud-est de la république des Deux Nations. En 1644, sous Koniecpolski, il prit part à la bataille d'Ochmatów, au cours de laquelle les forces de la république des Deux Nations infligèrent une écrasante défaite aux Tatars de Toğay bey (Tuhaj Bej). Il a été l'un des sept pułkowniks de l'armée de Koniecpolski et, une fois encore, la charge de son unité de cavalerie s'est révélée être un moment décisif de la bataille, lui apportant une grande renommée. Cette année-là, il obtient aussi le titre regimentarz dans sa propre unité de cavalerie légère, mais il avait toujours le rang de porucznik de hussards. 
Il prit une part active dans les combats contre les Cosaques lors du soulèvement de Khmelnitski. Le 16 mai 1648, il était l'un des nombreux nobles prisonniers polonais tombés entre les mains de Bohdan Khmelnytsky lors de la bataille de Zhovti Vody, mais il fut rapidement racheté. Il a participé à la défense de la forteresse de Kudak, qui s'est rendue le 26 septembre; il fut de nouveau capturé et ne fut libéré qu'à l'automne de 1649, à la suite du traité de Zborov. Il a servi de porucznik dans la chorégorie des hussards de l'hetman Mikołaj Potocki, un juge militaire suppléé par l'hetman et un membre de son personnel rencontrant le nouveau roi de Pologne, John Casimir Vasa. Il a participé aux combats de la bataille de Berestechko et de la bataille de Bila Tserkva en 1651. Il a reçu le titre de chorąży de Sandomierz et a été élu député militaire du Sejm en janvier 1652. Selon Nagielski, alors qu'il revenait du Sejm, Czarniecki avait été témoin du massacre de prisonniers polonais à la suite de la bataille de Batoh ; cette scène lui a fait rejeter l'idée qu'un compromis avec les ennemis de la République était probable ou souhaitable. Podhorodecki note cependant qu'un autre historien, Wojciech Jacek Długołęcki, questionne la présence de Czarniecki dans ce pays et conclut que nous n'avons aucune preuve concluante de la présence de Czarniecki à Batoh. Le massacre a encore intensifié les hostilités et la haine; peu de temps après la bataille, Czariecki a écrit dans une lettre qu'avec suffisamment de forces militaires sous son commandement, il ne laisserait que peu de Ruthènes en vie.
Plus tard cette année-là, Czarniecki reçut du roi des territoires ainsi que la charge de Crown oboźny. En 1653, il dirigea une unité en Ukraine, saccageant une grande partie des terres détenues par les Cosaques, bien que le nombre de soldats quittant le pays soit élevé. Pendant cette campagne, Czarniecki a été blessé à Monastyryska. Il poursuivit sa campagne de répression en 1654 et le mois de janvier suivant prit part à la bataille d'Okhmativ. En mai 1655, il fut appelé d'Ukraine à Varsovie, le roi John Casimir Vasa, respectant son expérience et sollicitant sa présence à un nouveau conseil de guerre, convoqué pour débattre de la menace imminente d'une guerre avec la Suède. A cette époque, sa réputation était importante. Le Sejm a souvent adopté des résolutions le félicitant pour ses efforts en vue de reconquérir l'Ukraine. Les Ottomans, alors alliés temporaires avec le Commonwealth, l'ont beaucoup considéré. Le 14 mai 1655, il reçut le poste de castellan de Kiev, poste qui le fit devenir membre du Sénat de Pologne.

## Le Déluge suédois
Lorsque Charles X de Suède envahit la Pologne en 1655, Czarniecki se distingua par sa défense de Cracovie, il finit par se rendre dans de bonnes conditions, se retirant avec son armée. Il est resté fidèle au roi polonais, même quand une grande partie de l'armée, y compris la plupart des sénateurs et des hetmans avaient rejoint les suédois. Son soutien oral et physique au roi polonais hésitant, qui à cette époque avait trouvé refuge à l'étranger et envisageait l'abdication, a été déterminant. En remerciement à son soutien continu, le Roi de Pologne le récompensa avec plus de terres encore et lui donna le commandement du régiment royal de l'armée polonaise. 
Il mena une guerre de guérilla contre les troupes suédoises de Charles X, une campagne dont il fut l'auteur, malgré les objections des hetmans, qui avaient alors repris leurs fonctions sous les ordres de Jean Casimir Vasa. Les forces suédoises mobiles, malgré leur importante puissance de feu, se sont révélées plutôt vulnérables à la guerre de style guérilla de Czarniecki. Czarniecki est défait à la bataille de Gołąb à la mi-février 1656, mais inflige ensuite de graves défaites aux Suédois, notamment à la bataille de Warka en avril de la même année. Le sort de la guerre a tourné plusieurs fois cette année-là et il a de nouveau été battu à la bataille de Kłecko et à la bataille de Kscynia. Cependant, ses défaites ont été limitées et, dans la plupart des cas, il a pu se replier avec la plus grande partie de son armée en bon ordre. Sous sa direction, le soulèvement populaire contre les troupes suédoises dans la Grande Pologne s'est avéré très fructueux. C'était contre son avis que la bataille de Varsovie avait eu lieu et sa stratégie ultérieure neutralisa les effets pervers de cette défaite. Malgré le soutien du roi, Czarniecki a été vu par beaucoup de familles nobles plus anciennes et bien établies comme un nouveau venu arrogant, et ils l'ont empêché d'obtenir le poste de hetman cette année-là. au lieu de cela au début de l'année prochaine, il a reçu la charge de voïvode de Ruthénie et un titre extraordinaire de "général et vice-commandant des forces royales", qui le plaçait dans une position non officielle d'autorité semblable à celle d'un hetman. Le Hetmanat de la Couronne est attribué à Jerzy Sebastian Lubomirski, commandant accomplit et magnat de la famille Lubomirski. Czarniecki aurait déclaré à cette occasion : "Pas de sel, ni de champs, je ne suis, mais de ce qui me fait mal", faisant allusion au fait que la famille Lubormirski a bâti sa fortune sur le commerce du sel et l'agriculture, alors que la sienne, plus modeste, l'a été par le service des armes.  

## Dernières batailles
En 1657, il participa à la défaite des forces de George II Rákóczi lors de la bataille de Magierów. En 1658 et 1659, il aida les Danois pendant la guerre entre le Danemark et la Suède, combattant à Als et à la bataille de Kolding. 

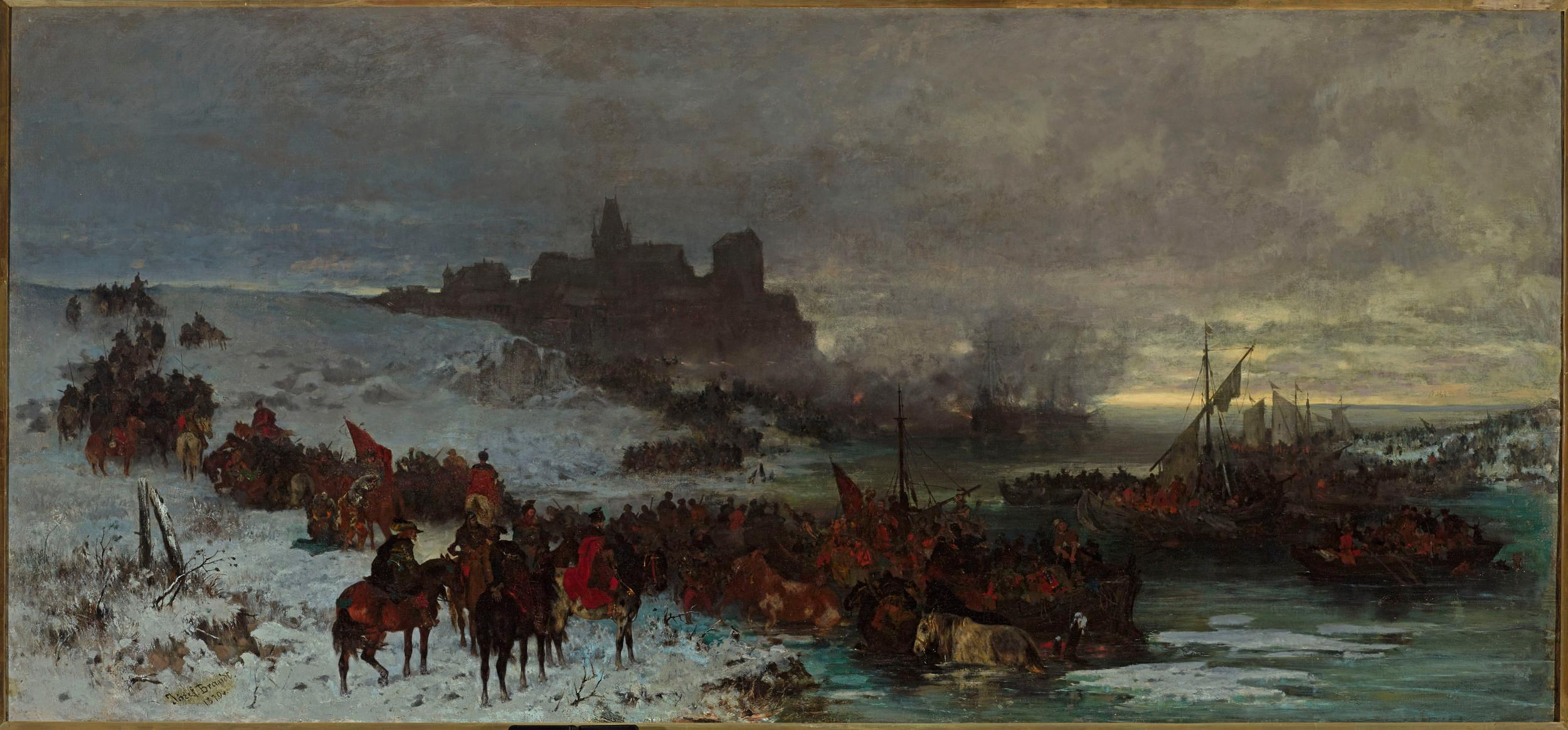
Jozef Brandt, Czarniecki et ses forces à la bataille de Kolding

À la conclusion de la paix d'Oliwa, qui a corrigé les différends qui existaient depuis longtemps entre la Pologne et la Suède, Czarniecki a été transféré à la frontière orientale où la guerre avec la Russie a repris. Il s'est distingué dans la campagne de 1660, où il a remporté les victoires de la bataille de Połonka, de la bataille de Basia et de la bataille de Kuszliki. Cette campagne cependant, a marqué le zénith de sa popularité. Le roi Jean II Casimir Vasa a tenté de l'impliquer dans le plan impopulaire du Vivente rege (en), pour contourner les traditions de l'élection royale en Pologne. Sa réputation parmi les militaires non rémunérés et dissidents a plongé; et beaucoup l'ont critiqué pour s'être approprié toute la rançon que les Russes ont payé pour leurs prisonniers de Połonka. Au cours de l'année 1662, au Sejm, certains représentants de l'armée ont exigé l'imposition de sanctions contre sa personne. 
Sa dernière campagne eut lieu à la fin de 1664. Il dirigea une armée contre les Russes, mais le siège de Hlukhiv ne réussit pas et un nouveau soulèvement cosaque d'Ivan Sirko a obligé les forces polonaises à se replier. 
Le 22 juillet 1664, il reçut le bureau du voïvode de Kiev et le 2 janvier 1665, il fut nommé Hetman. Avant de recevoir la nouvelle de la nomination qu'il souhaitait depuis des années, il a été blessé à Lysianka. Rappelé par le roi, qui craignait que le magnat Jerzy Sebastian Lubomirski, qu'il venait de bannir n'entame une rébellion. Sa récente blessure a été infectée. Il est décédé le 16 février 1665 à Sokołówka (aujourd'hui Sokolívka) près de Lwów juste après avoir reçu sa distinction suprême de Hetman de la république des Deux Nations.

## Circonstances de sa mort

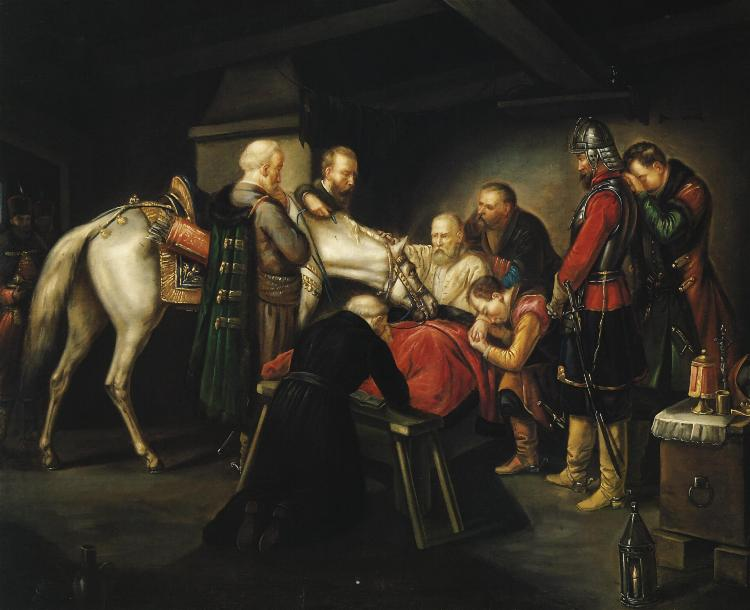
, Czarniecki sur son lit de mort, 1860

C'était le dimanche 15 février 1665. Le Hetman mourant fut placé sur une civière et, à sa demande, conduit à Lviv. Saison d'hiver autour, le vent tombait neige en dérives. Même un animal sauvage ne quitterait pas sa tanière. En chemin, toute la suite s’est arrêtée dans un petit chalet à Sokołówka. Le Grand Hetman a été placé au centre de la pièce pendant que ses proches le surveillaient. À la demande du héros, son compagnon le plus fidèle - un cheval blanc - a été présenté à la chambre. Le cheval baissa la tête devant le maître mourant, comme s'il comprenait ce qui allait se passer. On lui donna de l'avoine - il ne voulait pas manger, on lui donnait de l'eau - il se frappa les pieds au sol. Après la confession, l'Hetman s'est endormi. Il ne s'est pas réveillé lundi matin. Peu de temps après la mort de Hetman, son fidèle cheval mourut, compagnon de nombreuses expéditions victorieuses.
Les habitants de Czarnca affirment que chaque année, le 16 février, il est possible d'entendre le galop d’un cheval dans les prés environnants, cheval qui surveillerait le repos éternel de son maître.  

## Légende de Czarniecki
Czarniecki a été enterré à Varsovie et a été enterré dans la chapelle de la tombe de l’église qu’il a fondée à Czarnca. Il a laissé ses domaines à un neveu, Stefan Stanisław Czarniecki, mais le nom Czarniecki n'a pas duré longtemps et la richesse qu'il a accumulée est passée entre les mains de la famille des magnats Branicki. 
On se souvient de Czarniecki comme l’un des commandants polonais les plus compétents de tous les temps. Podhorecki l' a appelé le plus grand expert militaire polonais dans « l'art de la guerilla », et mentionne qu'il était le plus ancien des principaux commandants militaires polonais de son époque ; il aurait en effet participé à 27 grandes batailles, commandant pas moins de 17 d'entre elles. On lui attribue un rôle déterminant dans la défaite des Suédois lors du Déluge, bien qu'il ait eu encore plus de succès dans ses combats contre les Russes. Sa carrière, passant d'une simple famille noble au rang d'hetman et de riche magnat, était sans précédent dans l'histoire de la république des Deux Nations.
Mazurek Dąbrowskiego, 3e strophe :
| Jak Czarniecki do Poznańia Po szwedzkim zaborze, Dla ojczyzny ratowania Wrocim się przez morze. | Comme Czarniecki vers Poznań Après l'invasion suédoise, Pour sauver la Patrie, Revint par la mer. |

Sa légende avait même commencé à se développer de son vivant, devenant un héros de poèmes et de chansons. Peu de rumeurs négatives à son sujet, pourtant populaires au cours des dernières années de sa vie, ont survécu après sa mort. Pendant la période des Lumières en Pologne, son nom a été repris par des poètes et des écrivains tels que Stanisław Potocki, Franciszek Karpiński, Julian Ursyn Niemcewicz et Franciszek Ksawery Dmowski. Une biographie de Michał Krajewski a cimenté sa légende d'un héros sauvant la Pologne de l'anarchie et de l'invasion. Cette légende qui est devenue encore plus forte pendant les temps des partitions de la Pologne au XIXe siècle, où les artistes de la période du romantisme polonais l' ont utilisé comme symbole du patriotisme et rappel des succès militaires. Il apparaît dans le poème Przedświt de Zygmunt Krasiński, mais sa représentation dans La Trilogie d'Henry Sienkiewicz est beaucoup plus significative, notamment dans le deuxième livre, Le Déluge. C’est à cette époque que sa poursuite des Suédois qui se retirent en Poméranie et au Danemark (1658-1659), en particulier sa traversée avec l’ensemble de son armée vers l’île danoise d'Alsen, est commémorée dans la chanson des Polonais. Légions Napoléoniennes qui deviendrait finalement l'hymne national polonais, la « Mazurka de Dąbrowski » avec les mots commémorant son excursion en mer sur l'île d'Als. C'était seulement à l'époque la deuxième République polonaise, quand un travail historique plus moderne et sérieux a commencé à analyser son histoire et qu'un récit moins hagiographique a commencé à émerger; Władysław Czapliński a écrit que Czarniecki était "avant tout un soldat" et a noté ses fautes telles que la brutalité et la cupidité. L'historiographie moderne de Czarniecki comprend des œuvres de Czapliński, Stanisław Herbst, Adam Kersten et Zdzisław Spieralski ; Cependant, Podhorecki note que, bien qu’il ait été une figure majeure de l’ histoire de la Pologne et qu’il fasse l'objet de nombreuses discussions dans l’historiographie polonaise, n’a à tort ou à raison, jamais été un sujet d’intérêt pour les historiens étrangers.